# 제58회 프라임타임 에미상
제58회 프라임타임 에미상은 2006년 8월 27일에 열린 시상식이다.

## 수상 및 후보

### TV 드라마-남우주연상
- 24 - 키퍼 서덜랜드 수상
- 법과 질서 - 성범죄 수사대 - 크리스토퍼 멜로니
- 레스큐 미 - 데니스 리어리
- 식스 핏 언더 - 피터 크라우즈
- 웨스트 윙 - 마틴 쉰

### TV 드라마-여우주연상
- 법과 질서 - 성범죄 수사대 - 마리스카 하지테이 수상
- 클로저 - 카이라 세드윅
- 커맨더 인 치프 - 지나 데이비스
- 식스 핏 언더 - 프란시스 콘로이
- 웨스트 윙 - 앨리슨 제니

### TV 코미디-남우주연상
- 탐정 몽크 - 토니 샬호브 수상
- 커브 유어 인쑤지애즘 - 래리 데이빗
- 킹 오브 퀸즈 - 케빈 제임스
- 오피스 - 스티브 카렐
- 투 앤 어 하프 멘 - 찰리 쉰

### TV 코미디-여우주연상
- 뉴 어드벤처 오브 올드 크리스틴 - 줄리아 루이스 드레이퍼스 수상
- 컴백 - 리사 쿠드로
- 말콤네 좀 말려줘 - 제인 카츠마렉
- 아웃 오브 프랙티스 - 스톡카드 채닝
- 윌 & 그레이스 - 데브라 메싱

### TV 미니시리즈,영화-남우주연상
- 도둑(영어판) - 안드레 브라우퍼 수상
- 황폐한 집 - 찰스 댄스
- 휴먼 트래픽킹 - 도날드 서덜랜드
- 해리스 부인 - 벤 킹슬리
- 교황 요한 바오로 2세 - 존 보이트

### TV 미니시리즈,영화-여우주연상
- 엘리자베스 1세 - 헬렌 미렌 수상
- 황폐한 집 - 질리언 앤더슨
- 엠블런스 걸 - 케시 베이츠
- 리틀 씽 콜 머더 - 주디 데이비스
- 해리스 부인 - 아네트 베닝

### TV 드라마-남우조연상
- 웨스트 윙 - 앨런 알다 수상
- 24 - 그레고리 이친
- 보스톤 리걸 - 윌리암 샤트너
- 허프 - 올리버 플랫
- 소프라노스 - 마이클 임페리올리

### TV 드라마-여우조연상
- 허프 - 블리드 대너 수상
- 24 - 진 스마트
- 보스톤 리걸 - 캔디스 버겐
- 그레이 아나토미 - 산드라 오
- 그레이 아나토미 - 챈드라 윌슨

### TV 코미디-남우조연상
- 안투라지 - 제레미 피번 수상
- 어레스티드 디벨롭먼트 - 윌 아넷
- 말콤네 좀 말려줘 - 브라이언 크랜스톤
- 투 앤 어 하프 멘 - 존 크라이어
- 윌 & 그레이스 - 션 헤이즈

### TV 코미디-여우조연상
- 윌 & 그레이스 - 메간 멀러리 수상
- 커브 유어 인쑤지애즘 - 셰릴 하인즈
- 위기의 주부들 - 알프리 우다드
- 내 이름은 얼 - 제이미 프레슬리
- 잡초 - 엘리자베스 퍼킨스

### TV 미니시리즈,영화-남우조연상
- 엘리자베스 1세 - 제레미 아이언스 수상
- 황폐한 집 - 데니스 로슨
- 도둑(영어판) - 클리프톤 콜린스 주니어
- 엘리자베스 1세 - 휴 댄시
- 휴먼 트래픽킹 - 로버트 칼라일

### TV 미니시리즈,영화-여우조연상
- 카페의 소녀 - 켈리 맥도날드 수상
- 히든 플레이스 - 셜리 존스
- 해리스 부인 - 엘렌 버스틴
- 해리스 부인 - 클로리스 리치먼
- 워터 이즈 와이드 - 알프리 우다드

### TV 드라마-감독상
- 24 - 존 카사르 수상
- 식스 핏 언더 - 앨런 볼

### TV 드라마-각본상
- 그레이 아나토미 - 손다 리미스
- 그레이 아나토미 - 크리스타 버노프

### TV 코미디-감독상
- 내 이름은 얼 - 마크 벅클랜드 수상

### TV 코미디-각본상
- 내 이름은 얼 - 그레고리 토머스 가르시아 수상
- 엑스트라(영어판) - 릭키 제바이스 외

### TV 미니시리즈,영화-감독상
- 엘리자베스 1세 - 톰 후퍼 수상
- 해리스 부인 - Phyllis Nagy

### TV 미니시리즈,영화-각본상
- 카페의 소녀 - 리차드 커티스 수상
- 해리스 부인 - Phyllis Nagy

### TV 버라이어티,음악,코미디-감독상
- 78th Annual Academy Awards - LOUIS J. HORVITZ 수상

### TV 버라이어티,음악,코미디-각본상
- The Daily Show With Jon Stewart - DAVID JAVERBAUM 수상

### TV 드라마-최우수작품상
- 24

### TV 코미디-최우수작품상
- 오피스

### TV 미니시리즈-최우수작품상
- 엘리자베스 1세